# Гуров, Кирилл Дмитриевич
Кирилл Дмитриевич Гуров (род. 7 августа 2002, Санкт-Петербург) — российский фехтовальщик на шпагах. В июне 2021 года удостоен звания Мастера спорта международного класса по фехтованию.

## Биография
Окончил ГБОУ Среднюю общеобразовательную школу № 254. В 2020 году поступил в НГУ им. П. Ф. Лесгафта.
Фехтованием начал заниматься с 2009 года в Спортивной школе олимпийского резерва № 3 Калининского района Санкт-Петербурга. Тренер: Степанова Светлана Александровна.
В апреле 2019 года завоевал бронзовую медаль в личных соревнованиях на кадетском Первенстве мира в Торуне.
В декабре 2021 года на Кубке мира в Ташкенте среди юниоров в личном и командном первенствах завоевал серебро.
В составе сборной России завоевал золото на Первенстве мира среди юниоров в Каире.
На Кубке России 2022 года в Смоленске в личном первенстве среди мужчин по шпаге занял 3 место, уступив в полуфинале московскому шпажисту Дмитрию Гусеву (13:15).
Завоевал золото на Всероссийском турнире шпажистов в смешанных командах, проходившем в Москве в феврале 2023 года.
В апреле на Чемпионате России 2023 года во Владикавказе в командном первенстве по шпаге среди мужчин завоевал золото в составе сборной Санкт-Петербурга (Михаил Казмин, Артём Саркисян, Михаил Спирин).
Победитель молодёжного первенства России в командных соревнованиях по шпаге среди мужчин в составе сборной Санкт-Петербурга совместно с Егором Кузьминовым, Артёмом Саркисяном и Михаилом Спирин.
В Самаре на Всероссийских соревнованиях по шпаге среди спортсменов до 23 лет занял 3 место, уступив победита турнира — москвичу Егору Ломаге (11:15).
Завоевал серебро на Кубке России 2024 года в Сириус по шпаге среди мужчин в личном первенстве, уступив шпажисту из Киргизии — Роману Петрову, который и стал победителем в этой категории (15:10).
17 февраля 2024 года на Чемпионате Северо-Западного федерального округа, проходящем в Выборге, в личном первенстве по фехтованию на шпагах среди мужчин занял 2 место.